# Gesellschaftsspiel

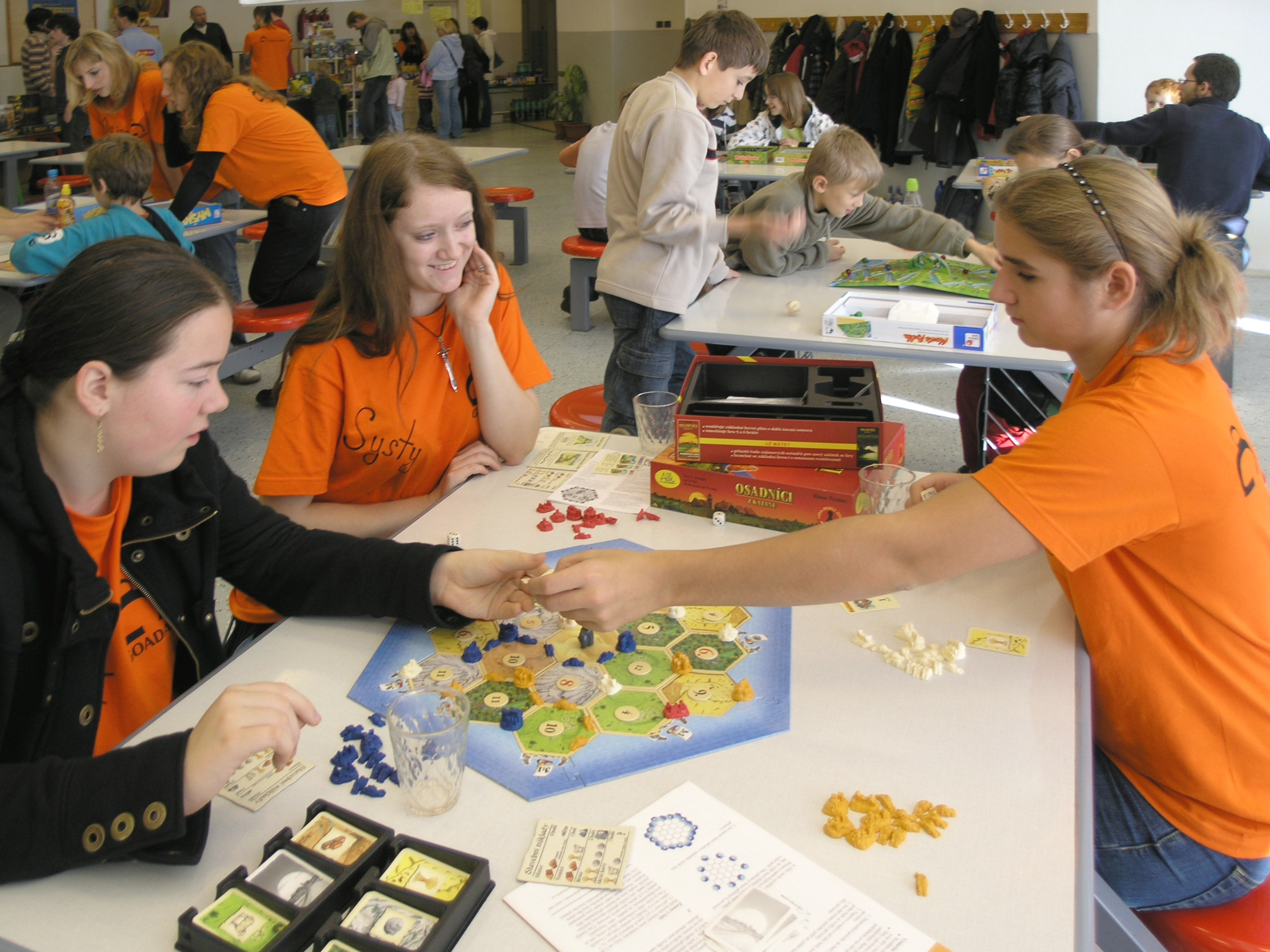
Jugendliche spielen Siedler von Catan

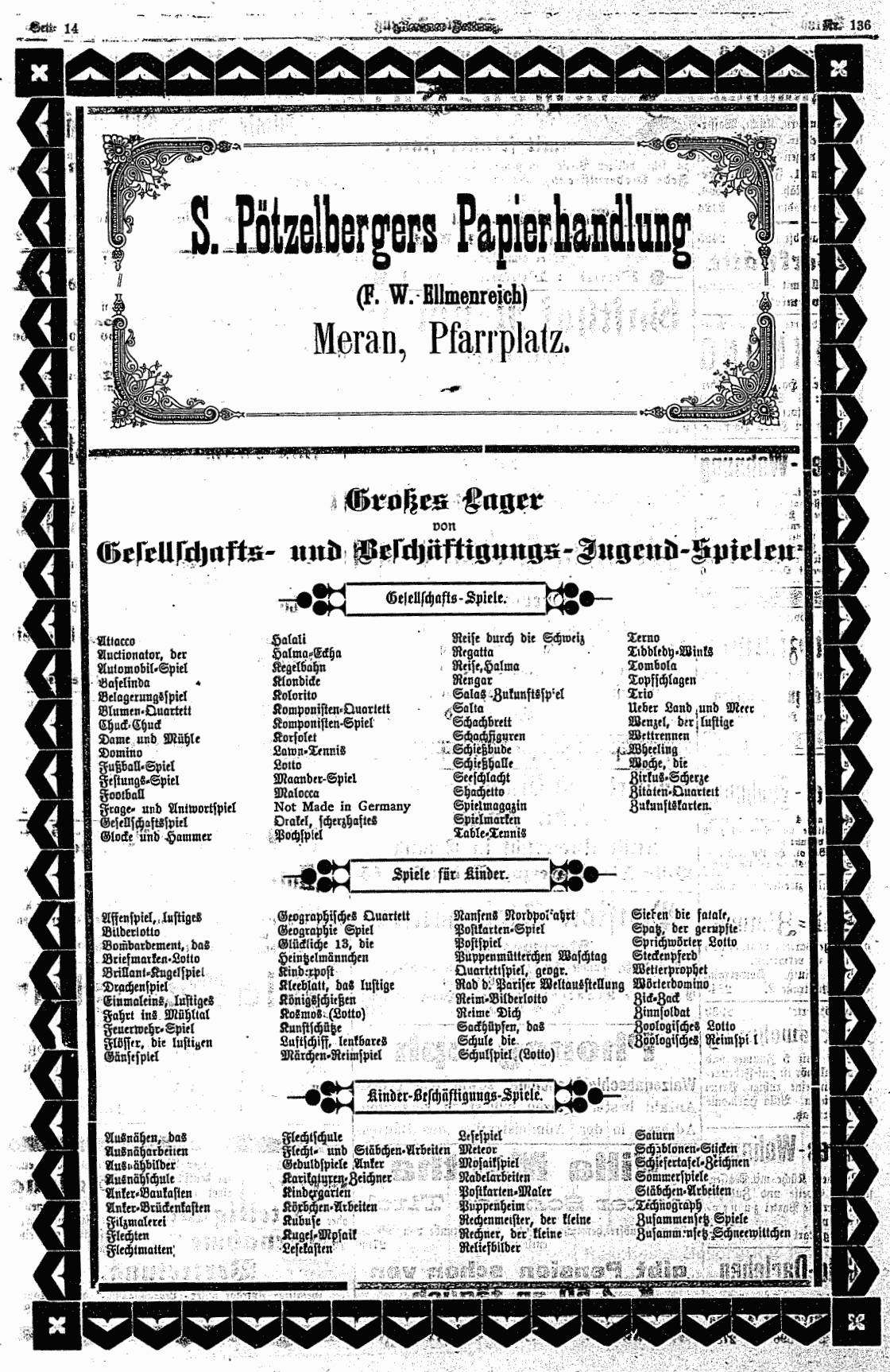
Liste von Gesellschaftsspielen aus der Meraner Zeitung vom 13. November 1903, Inserat der Buchhandlung Pötzelberger-Ellmenreich

Unter einem Gesellschaftsspiel versteht man eine meist dem Zeitvertreib und dem Vergnügen dienende Tätigkeitsform, die zusammen mit anderen Teilnehmern, oft in Form eines Wettkampfs, nach vorgegebenen Regeln überwiegend mit Hilfe von Spielmaterial ausgeübt wird. Abgrenzend zu anderen Formen des Spiels wie dem sportlichen Spiel ist insbesondere das verwendete Spielmaterial wie Spielkarten und Spielbrett.

## Begriffsabgrenzung und Wortherkunft
Bei den meisten Gesellschaftsspielen handelt es sich um Brettspiele oder Kartenspiele. In der Regel dazugezählt werden aber auch Schreibspiele, Ratespiele oder Scharaden. Gesellschaftsspiele reichen von reinen Glücksspielen (beispielsweise viele Würfelspiele) über Denk- oder Geschicklichkeitsspiele (Schach und Go, Rollenspiele oder Fangen und Verstecken) bis zu diversen Partyspielen wie Flaschendrehen und – mit einer jahrhundertelangen Tradition – Blinde Kuh.
Teilweise wird die Abgrenzung von Gesellschaftsspielen enger vorgenommen, etwa nur Spiele beinhaltend, „die mit Hilfe von Spielplänen, Figuren und anderem Material auf dem Tisch gespielt werden“, sodass insbesondere reine Kartenspiele ausgegrenzt werden. In diesem Fall sind die Begriffe Gesellschaftsspiel und Brettspiel weitgehend synonym. Eine Abgrenzung zum sportlichen Spiel enthält bereits das Libro de los juegos, das 1283 im Auftrag des kastilischen Königs Alfons der Weise verfasste „Buch der Spiele“. Dort werden Brett- und Würfelspiele dadurch charakterisiert, dass sie im Sitzen ausgeübt werden, anders als das sportliche Spiel, das zu Fuß oder zu Pferde ausgetragen werde.
Der Name Gesellschaftsspiel geht auf den Ausdruck Gesellschaftszimmer für einen Salon in bürgerlichen und adeligen Häusern der Neuzeit zurück. Später wurde der Begriff auf ein unterhaltendes Spiel ausgedehnt, „das von mehreren Kindern oder Erwachsenen zusammen gespielt wird.“

## Historische Entwicklung

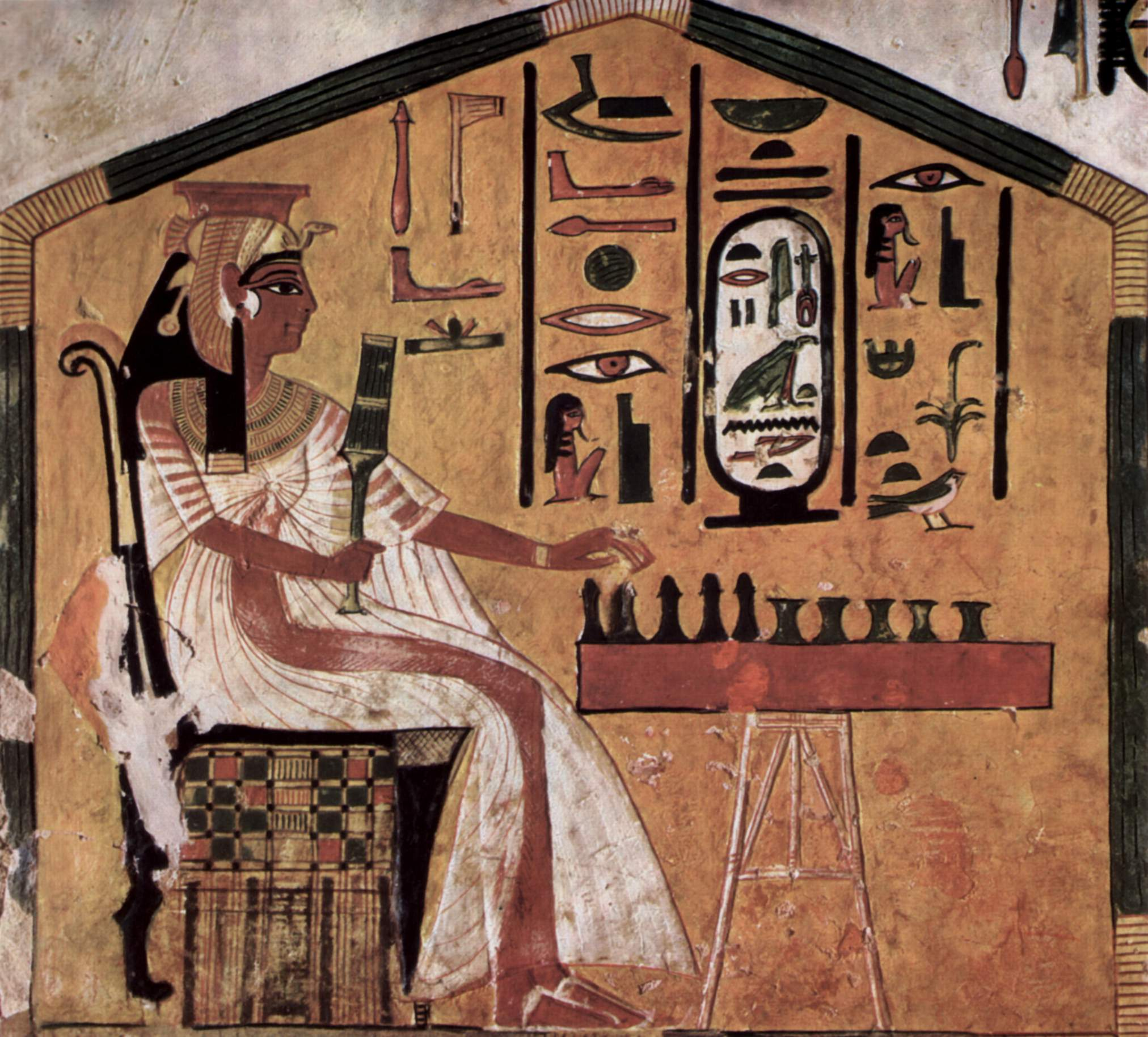
Königin Nefertari beim Senetspiel

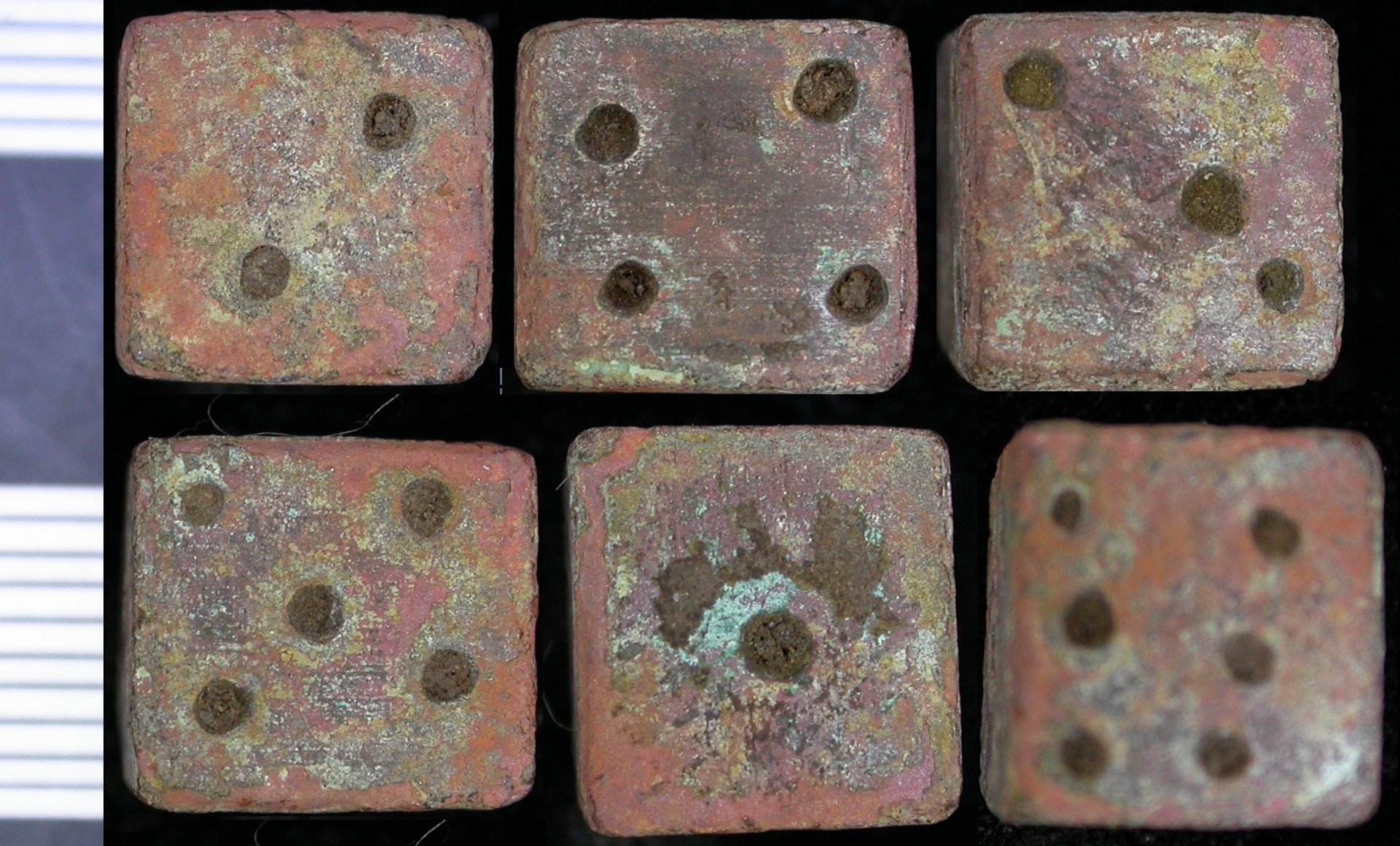
Die sechs Seiten eines römischen Würfels, gefunden in Großbritannien

Die ältesten Nachweise für Brettspiele sind bildliche Darstellungen von Spielenden sowie ausgegrabene Spielpläne des Alten Ägypten, dort meist als Grabbeigaben, und aus Babylonien. Allerdings wird allgemein nicht bezweifelt, dass bereits zuvor gespielt wurde, etwa auf Spielfeldern, die in den Sand gezeichnet wurden, wie es heute noch bei Mancala-Spielen in Afrika üblich ist (siehe Bild in der nachfolgenden Bildzeile). Ein auf dem königlichen Friedhof der sumerischen Stadt Ur ausgegrabener Spielplan des Königlichen Spiels von Ur wird auf 2600 bis 2400 v. Chr. datiert. 2006 wurde ein 3500 Jahre altes, aus Holz und Elfenbein gefertigtes Senet-Spiel ausgegraben. Das Spiel ist damit noch etwas älter als die Senet-Spiele, die im Grab von Tutanchamun gefunden wurden.
Die ältesten, noch heute gebräuchlichen Brettspiele sind Go und Mühle, die beide gesichert bereits vor der Zeitenwende gespielt wurden. Eine immerhin über tausend Jahre alte Tradition weisen Schach und die Spiele der Mancala-Familie auf.
Für Würfelspiele ist, in Form von erhalten gebliebenen Spielwürfeln, eine über 4000-jährige Geschichte gesichert.
Deutlich jünger sind Kartenspiele, die in Europa durch überlieferte Verbote ab dem 14. Jahrhundert nachweisbar sind. Allerdings gehen Historiker davon aus, dass die Tradition der Spielkarten ihren Ursprung in China und Indien hat, wo bereits deutlich früher eine Papierproduktion vorhanden war als Grundlage der Kartenherstellung.

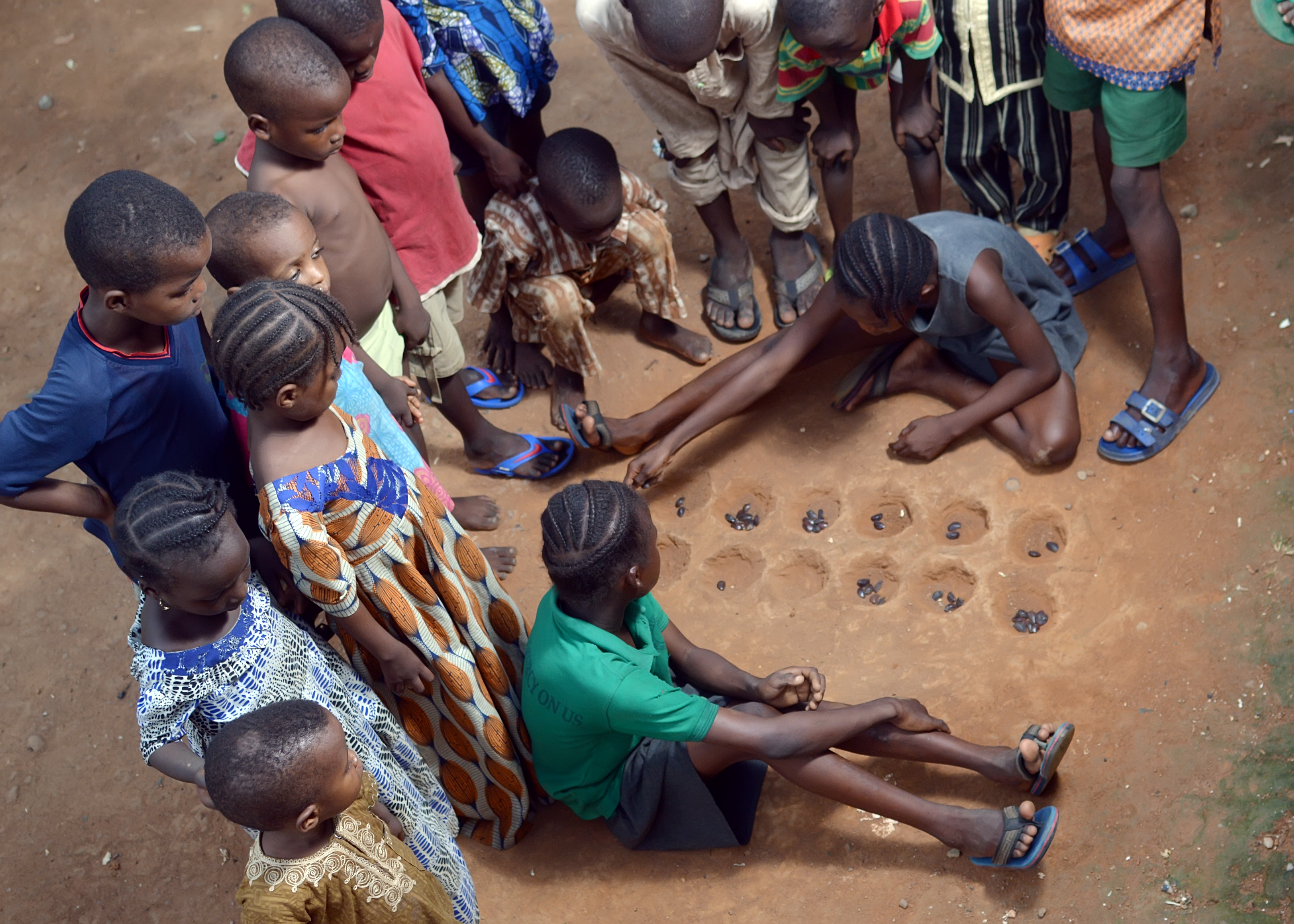
Brettspiel ohne Spielbrett: Kinder in Nigeria spielen die Mancala-Version Ayo
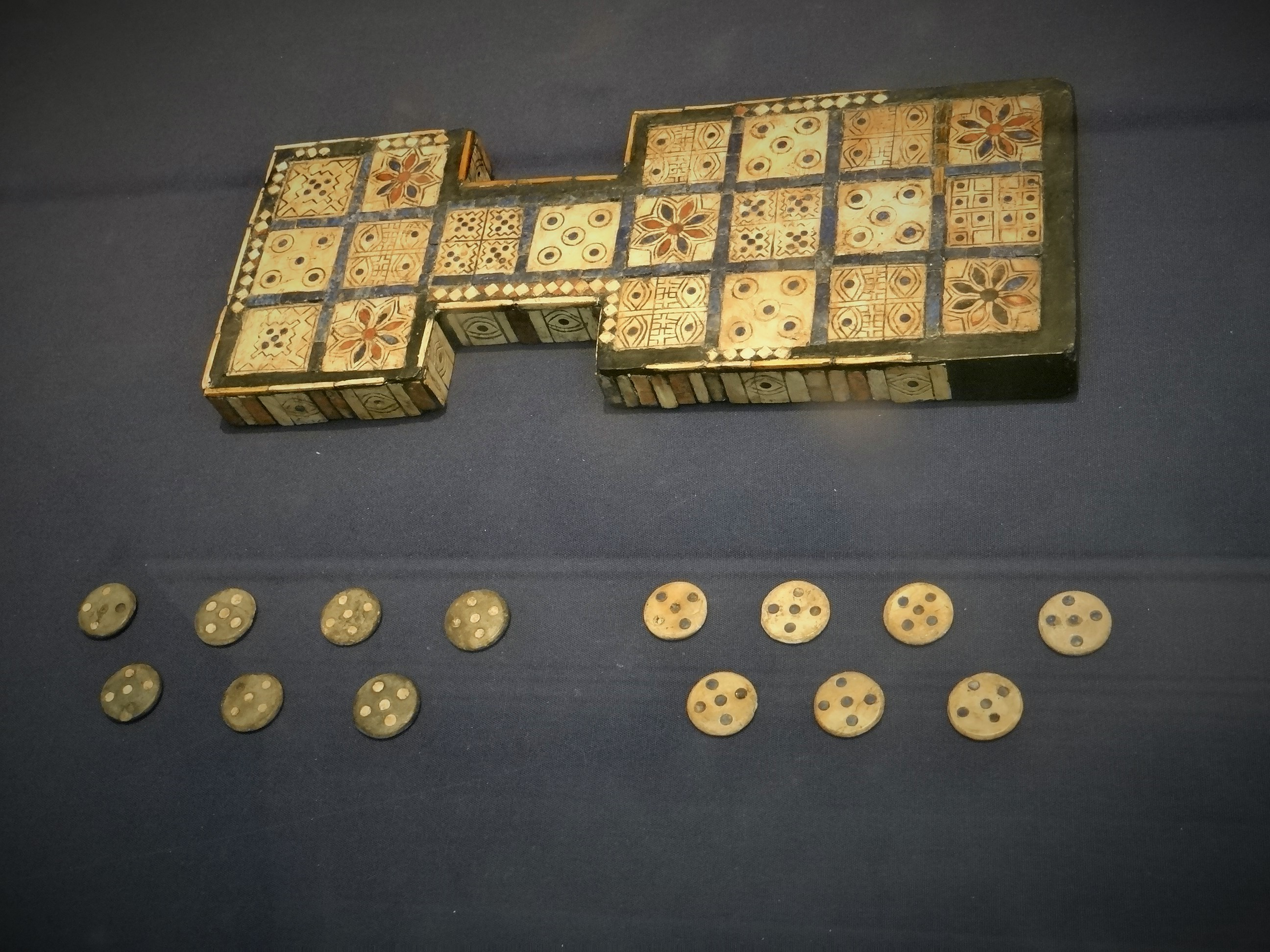
Königliches Spiel von Ur (2600 bis 2400 v. Chr.) im British Museum
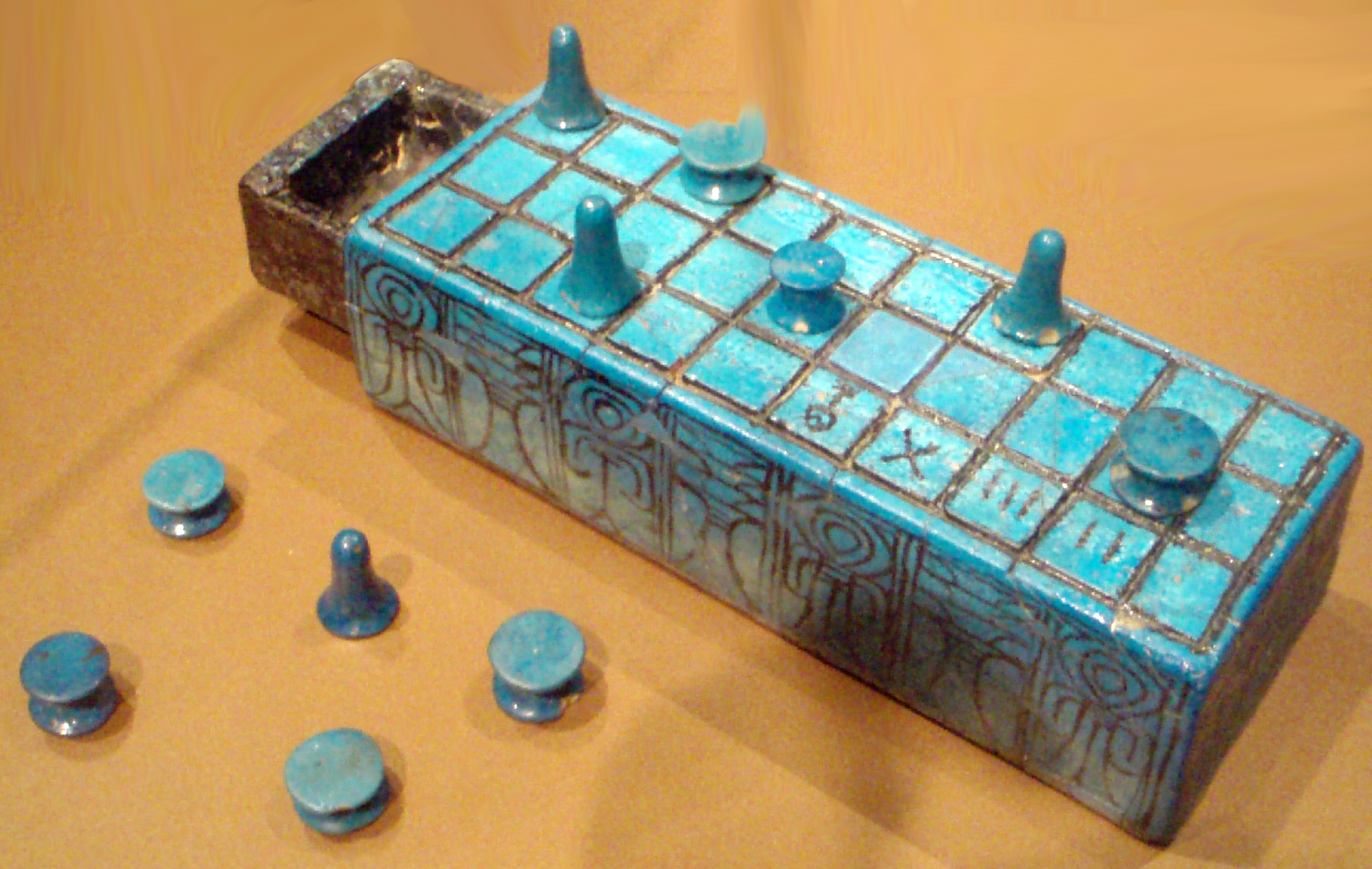
Spielset von Amenophis III. († ca. 1350 v. Chr.)
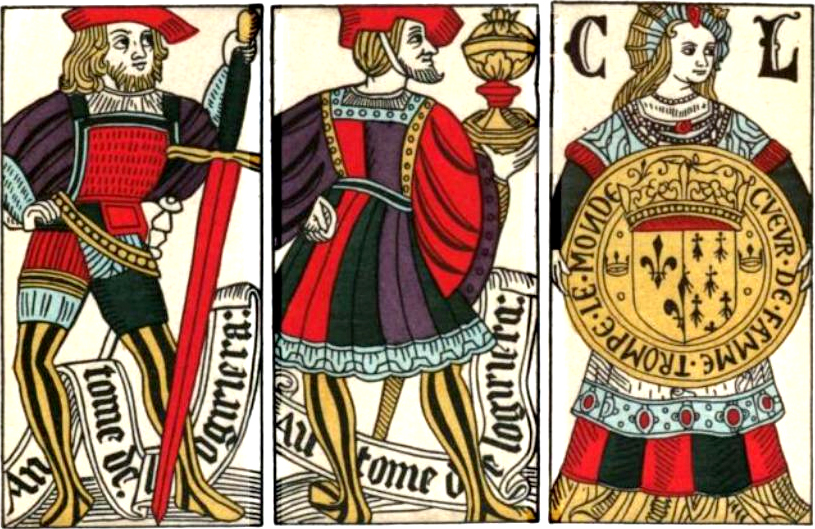
Spanische Spielkarten aus dem 15. Jahrhundert

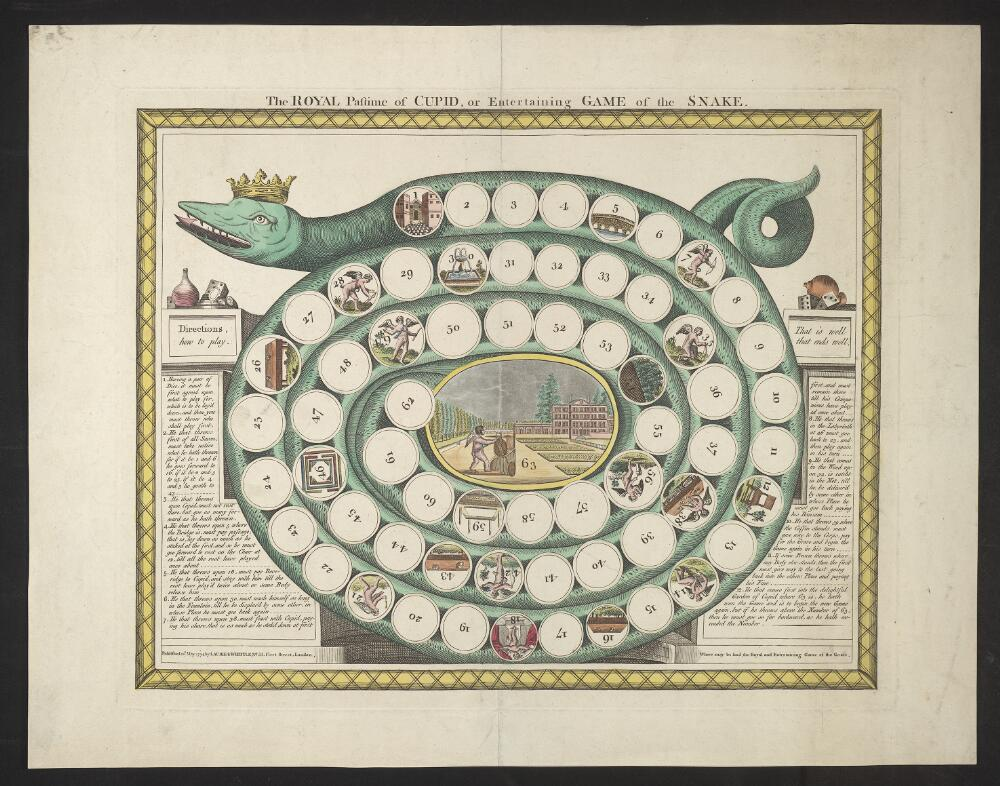
Gänsespiel in Form einer Schlange, London 1794

Zu den ersten Spielen, die im 19. Jahrhundert mit einer gedruckten Grafik als Spielplan kommerziell produziert und vertrieben wurden, gehört das bereits im 16. Jahrhundert nachweisbare Gänsespiel.
Frühe Beispiele für kommerzielle Gesellschaftsspiele in Europa, zum Teil mit bekanntem Autorenname, sind das ab 1892 in England verkaufte Snakes and Ladders (Leiterspiel), das ab 1893 durch Ravensburger vermarktete Reversi, das ab 1899 verkaufte Salta, das 1910 in Anlehnung an das indische Brettspiel Pachisi entstandene Mensch ärgere dich nicht, das 1911 vom Schachweltmeister Emanuel Lasker erfundene Laska und das 1927 im modernen Bauhaus-Design gestaltete Spiel Fang den Hut.

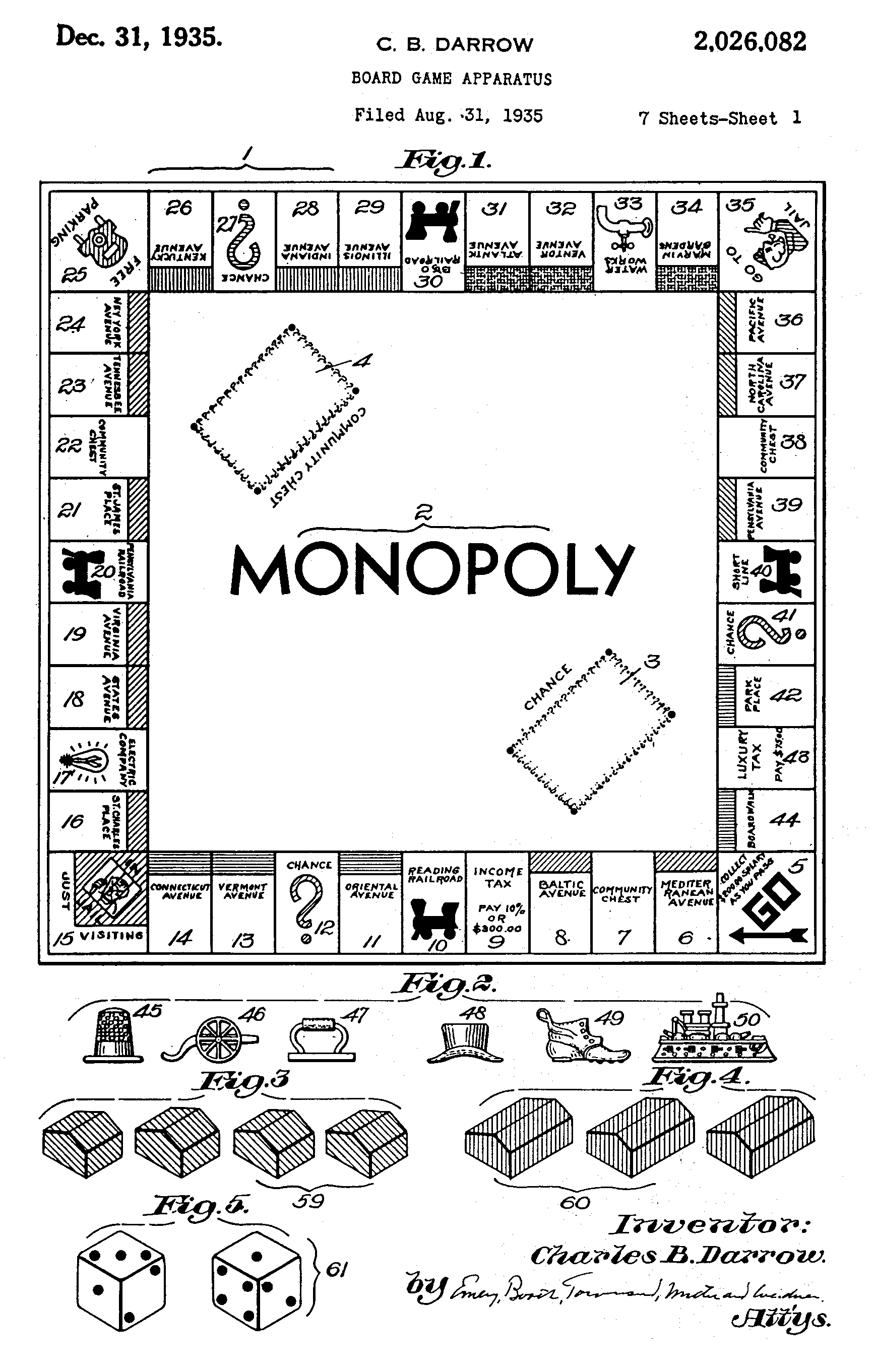
Monopoly-Patent von 1935

In den USA wurden kommerzielle Gesellschaftsspiele ab der zweiten Hälfte des 19. Jahrhunderts durch Verlage wie Parker und Milton Bradley (MB) vermarktet. In großer Stückzahl hergestellt wurde ab 1935 der Klassiker Monopoly, der sich an ein 1904 patentiertes Vorbild The Landlord’s Game anlehnte. Ein bedeutender Impuls ging von Spielen aus, die ab etwa 1960 veröffentlicht wurden, darunter Risiko (Risk, 1959), das The Game of Life (Das Spiel des Lebens) und im Rahmen der 3M-Spieledition Spiele wie Acquire und TwixT. Die Autoren der beiden letztgenannten Spiele, Sid Sackson bzw. Alex Randolph, hatten in den folgenden Jahrzehnten einen maßgeblichen Einfluss auf die weitere Entwicklung von Gesellschaftsspielen, insbesondere auch in Deutschland, mit Titeln wie Sleuth, Focus, Can't Stop und Metropolis bzw. Sagaland, Hol's der Geier, Inkognito und Geister.

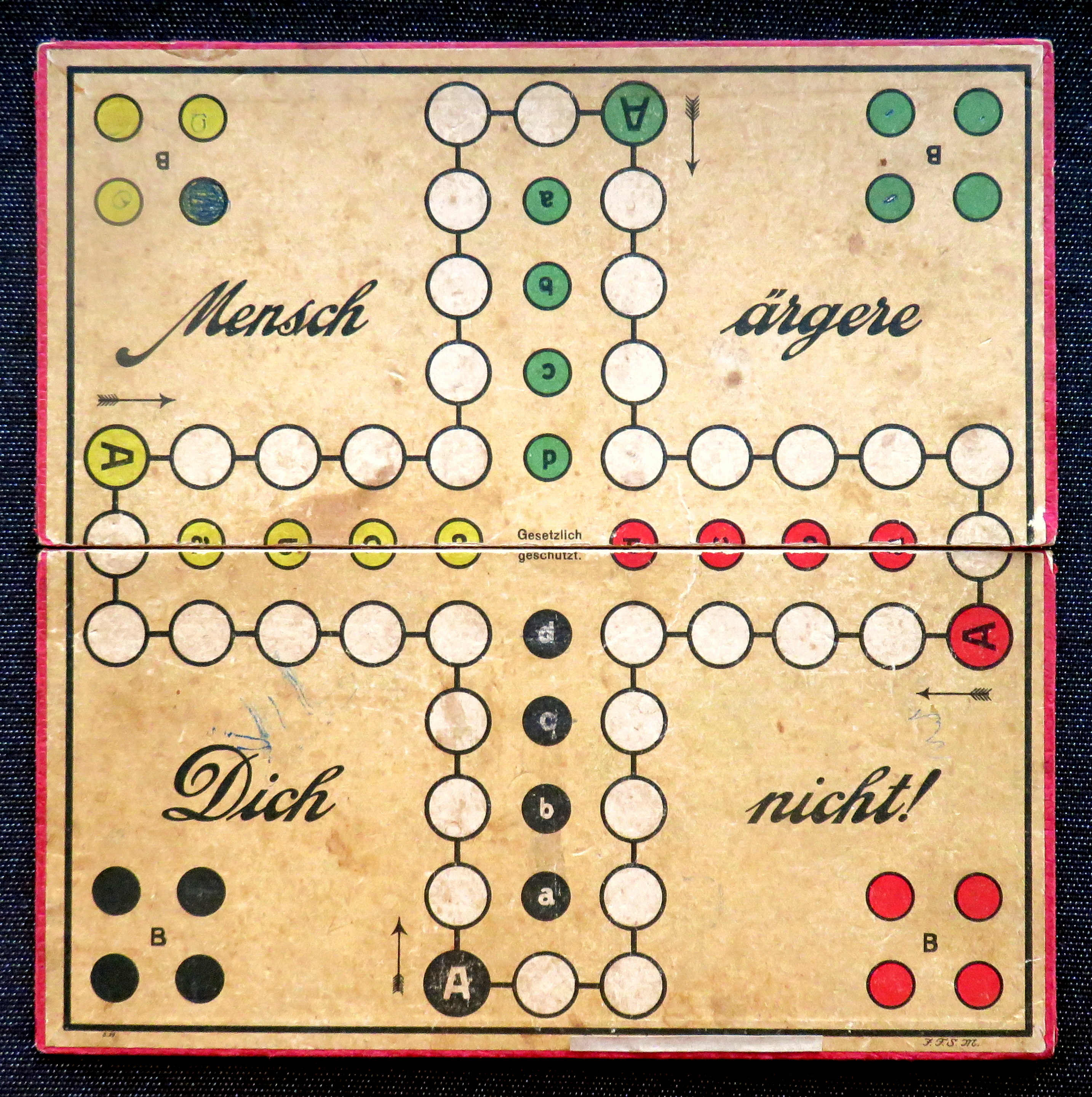
Mensch ärgere Dich nicht, Ausgabe von 1929
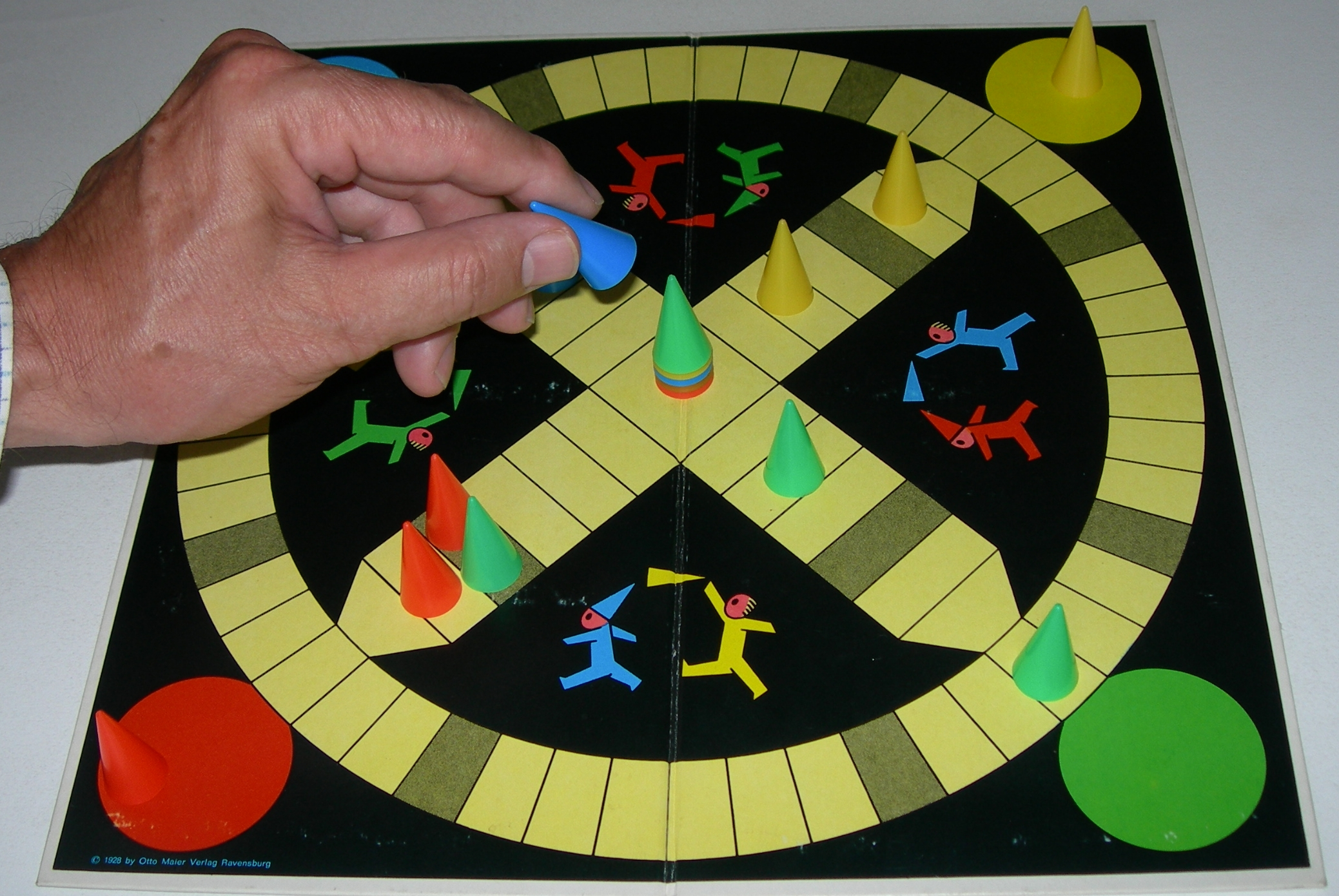
Fang den Hut
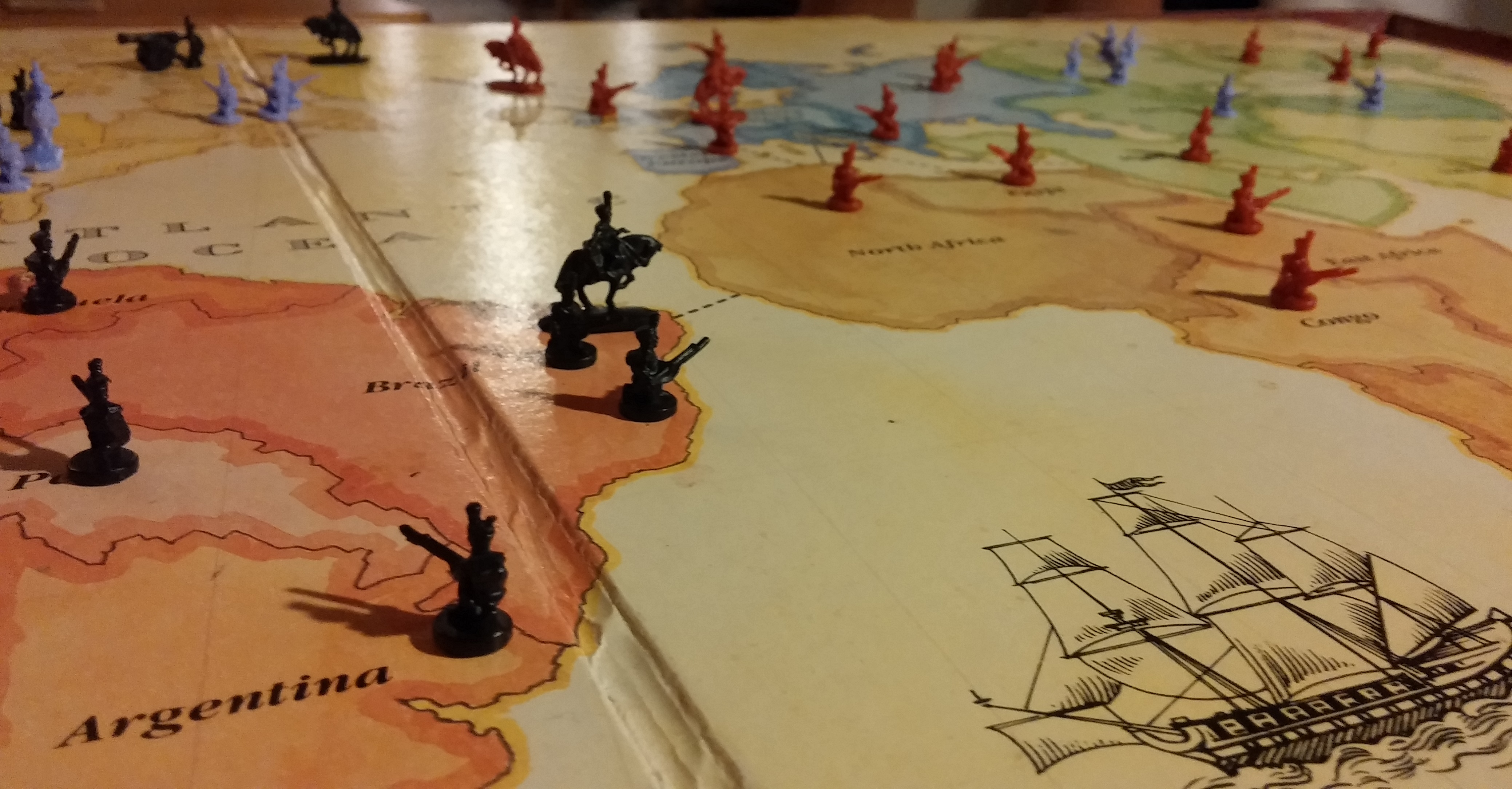
Risiko
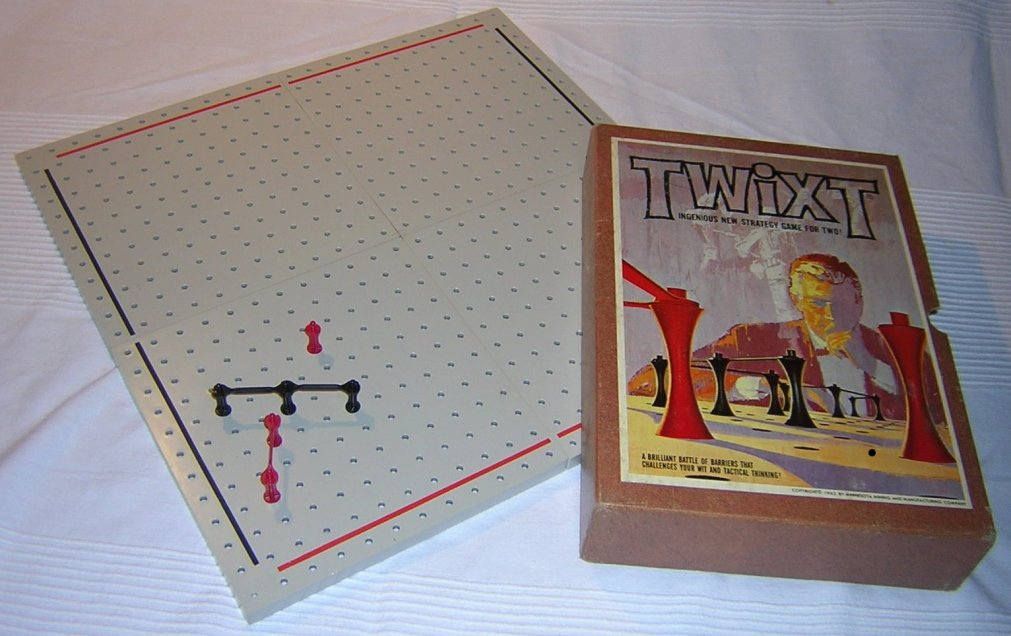
3M-Ausgabe von Twixt

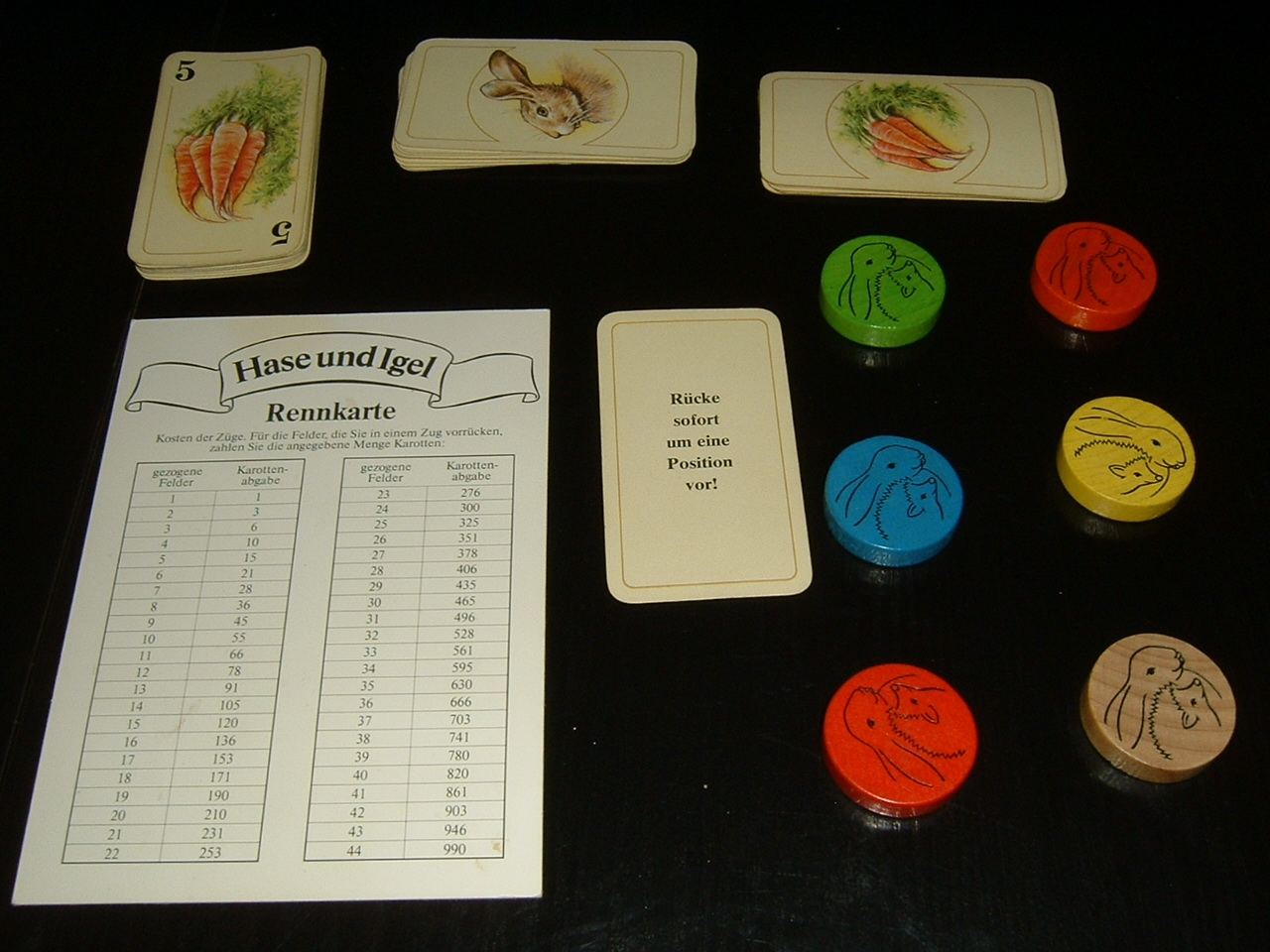
Hase und Igel: Karten und Spielsteine des ersten Spiel des Jahres im Jahr 1979

In den 1980er-Jahren wurde Europa und vor allem Deutschland bekannt als Hersteller einer neuen Art von Brettspielen, welche Familienfreundlichkeit zum Ziel hatten. Gefördert nicht zuletzt durch die ab 1979 jährlich vergebene Auszeichnung Spiel des Jahres und später auch der Deutsche Spiele Preis.
Die Popularisierung von Gesellschaftsspielen fand in Deutschland ihren Ausdruck auch in den seit 1983 jährlich vom Friedhelm Merz Verlag in Essen veranstalteten Internationalen Spieltagen „SPIEL“.
Der für Autorenspiele verwendete Begriff German Game, also ‚deutsches Spiel‘, wurde durch den angloamerikanischen Sprachraum geprägt. Dieser Begriff wurde im Zuge der immer größeren Vernetzung der internationalen Spieleszene und des Aufkommens erfolgreicher Spieleverlage aus anderen europäischen Ländern mit Verlagsprogrammen prinzipiell ähnlicher Art etwa seit Beginn des 21. Jahrhunderts immer weniger verwendet und zusehends durch den Begriff Eurogame ersetzt.

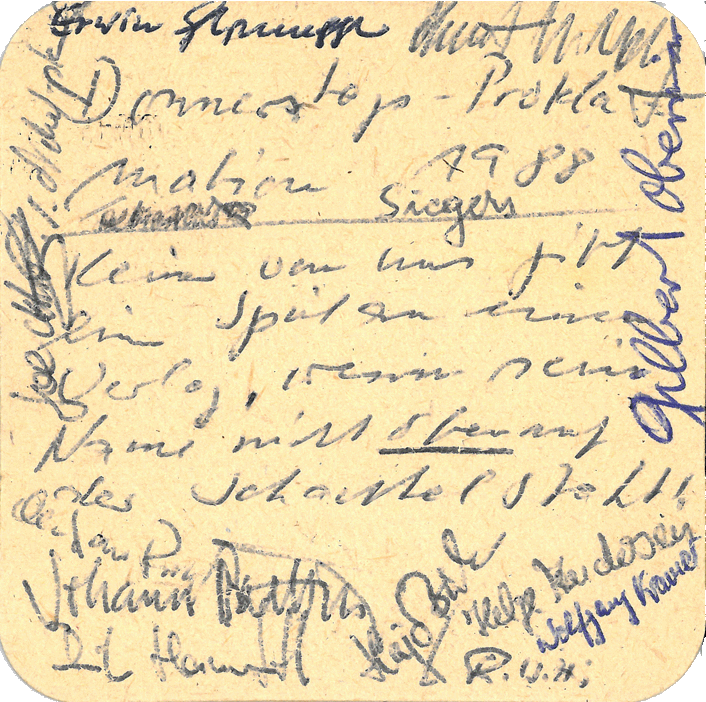
Bierdeckel-Proklamation von 1988: „Keiner von uns gibt ein Spiel an einen Verlag, wenn sein Name nicht oben auf der Schachtel steht.“

Das wachsende Selbstbewusstsein von Spieleautoren zeigt sich auch in der sogenannten „Bierdeckel-Proklamation“, die zwölf Spieleautoren und eine Spieleautorin auf der Nürnberger Spielwarenmesse 1988 unterzeichneten. Sie drückt die Forderung aus, die Namen der Personen auf der Spielschachtel zu nennen, die das Spiel erfunden haben.
Ein Meilenstein in der weiteren Popularisierung der Gesellschaftsspiele markiert das Spiel Siedler von Catan, das seit seiner Erstveröffentlichung im Jahr 1995 einschließlich von Varianten, Erweiterungen und Übersetzungen in über 40 Sprachen insgesamt mehr als 30 Millionen Mal verkauft wurde.

## Klassifikation von Gesellschaftsspielen
Gesellschaftsspiele sind in unterschiedlicher Hinsicht klassifizierbar. Die Unterschiede resultieren aus dem Abstraktionsgrad und dem Blickwinkel, die den Abgrenzungen zugrunde gelegt sind. Die folgende Beschreibung von verschiedenen Klassifikationsschemas dient auch zur Darstellung der Vielfalt von Gesellschaftsspielen. Die Details der jeweils beispielhaft angeführten Spiele sind in den verlinkten Artikeln zu finden.

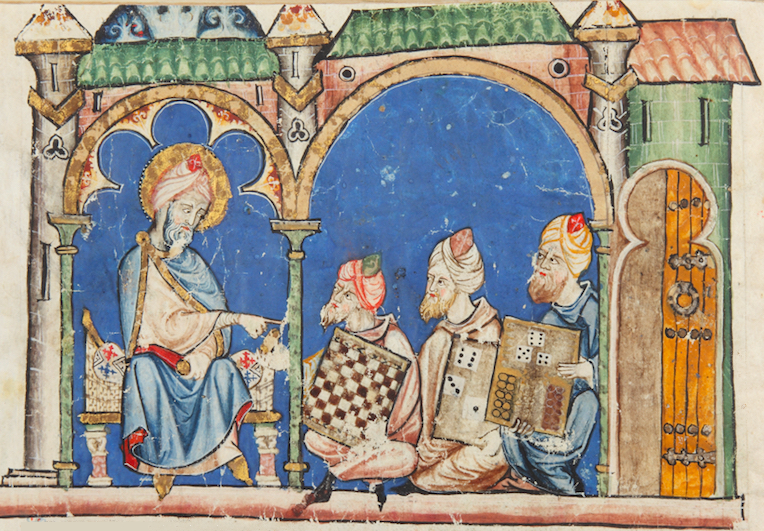
Illustration im 1283 entstandenen Buch Libro de los juegos zur Thematik einer ersten Klassifikation von Spielen

Eine frühe Einteilung von Spielen in drei Klassen wird im Libro de los juegos aus dem Jahr 1283 anhand von drei exemplarischen Spielen erläutert: das vom Verstand entschiedene Schach, das vom Zufall entschiedene Würfelspiel und das der Vernunft bedürfende Tricktrack, bei dem „die rechte Klugheit darin [bestehe], den Verstand zu benutzen, so man erkennt, dass er die meisten Vorteile bringt, sich aber des Glückes zu bedienen, wenn es einem hold ist, und den Schaden so gut als möglich zu begrenzen, wenn es einem nicht gewogen ist.“

### Spieltheoretische Klassifikation

Glück-Logik-Bluff-Klassifikation von Gesellschaftsspielen

Eine sehr grobe Klassifikation von Gesellschaftsspielen ermöglichen die Eigenschaften, die auch Gegenstand des Spielmodells der mathematischen Spieltheorie sind:
- Sehen die Spielregeln Zufallsentscheidungen vor, beispielsweise mit Hilfe eines Würfels?
- Gibt es, anders als bei Schere-Stein-Papier, sequentielle Entscheidungen von Spielern im Rahmen von Zugfolgen, so dass es für diese Zugfolgen eine vergleichsweise große Anzahl möglicher Kombinationen gibt?
- Gibt es Spielsituationen, in denen die Spieler, wie zum Beispiel bei Skat, unterschiedliche Informationen über den bisherigen Spielverlauf besitzen?

Abseits des spieltheoretischen Formalismus charakterisieren die Antworten auf die drei Fragen, wie die subjektive Ungewissheit der Spieler über den weiteren Verlauf einer Partie entsteht. Auf diese Weise ergibt sich eine Abgrenzung zwischen Glück-, Logik- und Bluff-Komponenten innerhalb eines Spiels und in der Folge eine Klassifikation der Gesellschaftsspiele. Nicht berücksichtigt werden innerhalb dieser Klassifikation die Faktoren der manuellen Geschicklichkeit und Reaktionsschnelligkeit, bei denen es sich allerdings in Gesellschaftsspielen eher um Ausnahmeerscheinungen handelt, zum Beispiel bei den Spielen Mikado beziehungsweise Speed. Graphisch dargestellt wird die Klassifikation als Punktskala oder – in der Regel – als Dreieck, das Spannungsdreieck, Glück-Logik-und-Bluff-Dreieck oder nach seinem Urheber Bewersdorff Bewersdorff-Dreieck genannt wird. Ein Jahr jünger ist ein äquivalentes, tabellarisches Klassifikationsschema.
Es zeigt sich, dass intellektuelle Wettkampfspiele wie Schach und Go sämtlich Spiele für zwei Personen sind, die weder Glück- noch Bluff-Komponenten aufweisen (sogenannte rein kombinatorische Spiele), sondern ausschließlich von der Schwierigkeit geprägt sind, angesichts der kombinatorischen Vielfalt der möglichen Zugfolgen die optimale Zugentscheidung zu finden. Bezogen auf die Dreiecks-Darstellung sind alle populären Gesellschaftsspiele auf zwei der drei Ecken (reine Glücksspiele und reine kombinatorische Spiele), zwei der drei Kanten (Spiele mit perfekter Information und zufallsfreie Spiele) sowie den Mittelbereich (Spiele mit allen drei Ungewissheitskomponenten) lokalisiert.

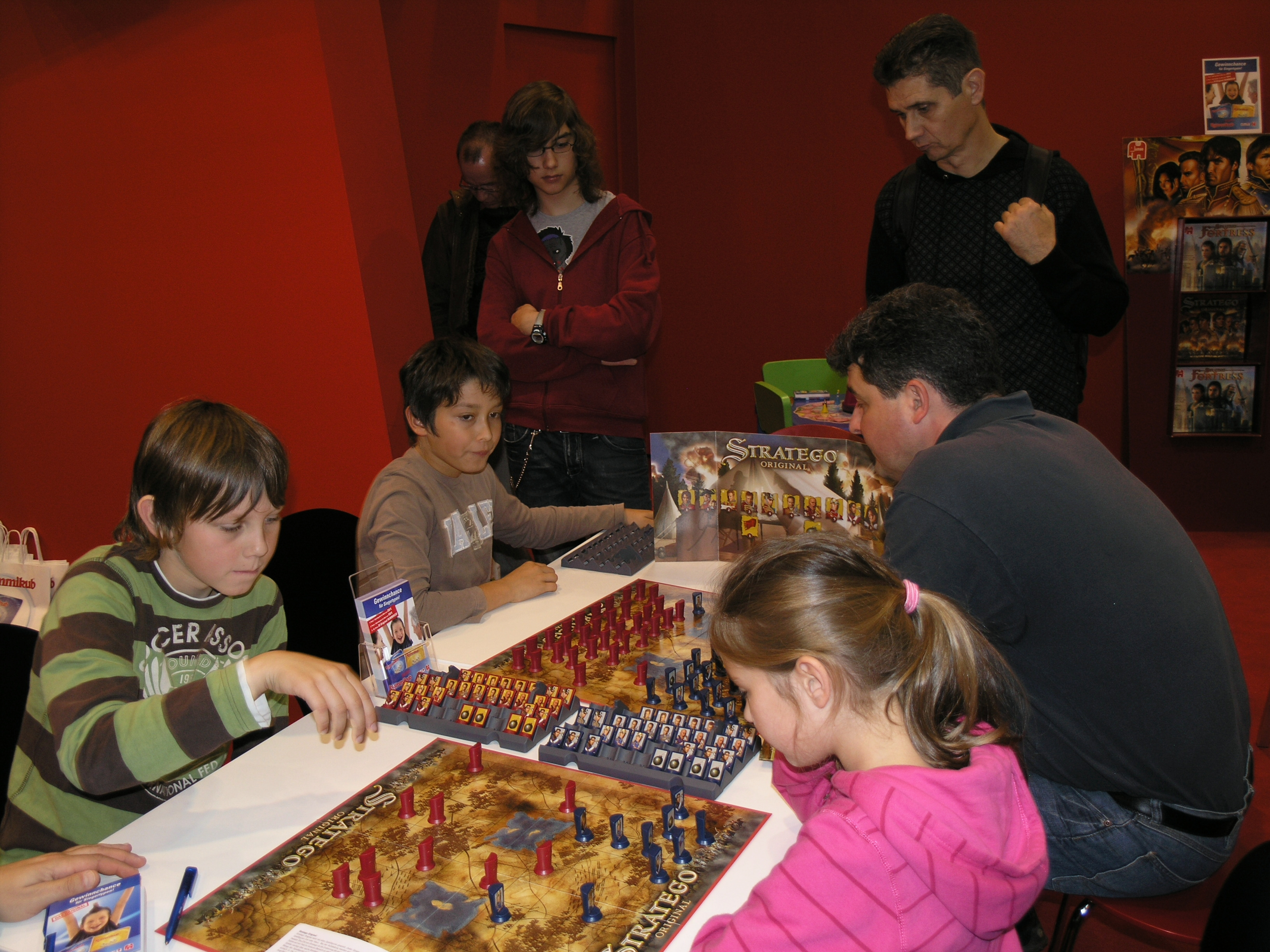
Stratego: Imperfekte Information ohne Zufall (der Typ einer Figur ist nur für den jeweiligen Spieler erkennbar).

Noch weniger differenzierend ist die häufige Unterscheidung in Glücksspiele und Geschicklichkeitsspiele samt einem Kontinuum von gemischten Spielen dazwischen. Diese Klassifizierung ist insbesondere für die rechtliche Abgrenzung von Glücksspielen maßgebend. Dabei zusammengefasst werden die Einflüsse durch Zufallsentscheidungen und die Unwägbarkeiten, die für die Spieler durch unterschiedliche Informationsstände entstehen, wie zum Beispiel bei einem Kartenspiel, bei dem jeder nur seine eigenen Karten kennt. In dieser Hinsicht zeigen Brettspiele wie Diplomacy, Stratego und Geister, dass unterschiedliche Informationsstände anders als bei Kartenspielen nicht zwangsläufig an das Vorhandensein von Zufallsentscheidungen gebunden sind.
Neben den drei beschriebenen Merkmalen erlauben drei weitere Spieleigenschaften, die ebenso Gegenstand der mathematischen Spieltheorie sind, zusätzliche Klassifikationen:
- Die Anzahl der Mitspieler,

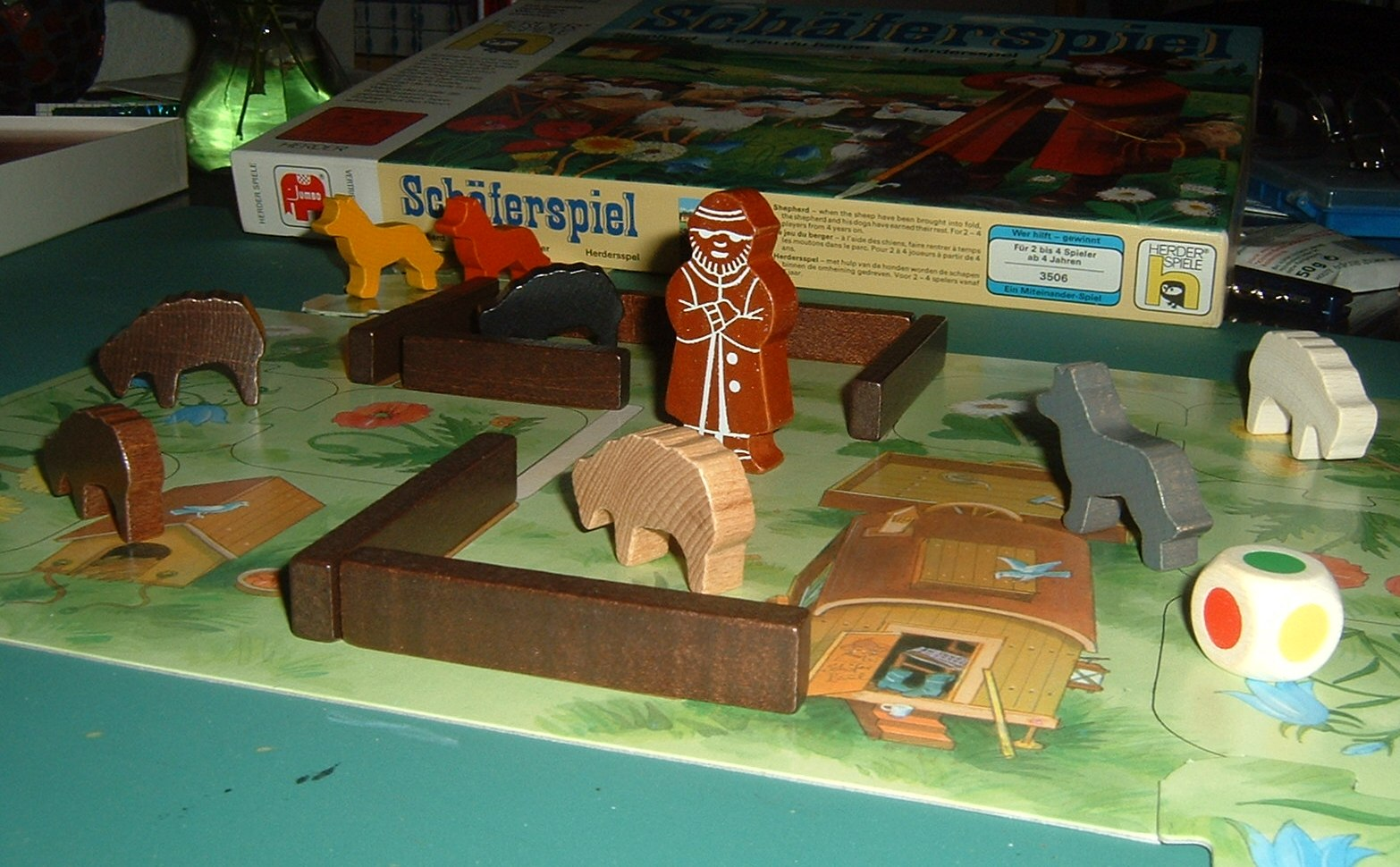
Schäferspiel: ein kooperatives Spiel für Kinder (Herder Verlag)

- die Erlaubnis zur Kommunikation insbesondere zum Zweck der Kooperation, wie zum Beispiel beim Spiel Scotland Yard (dort gegen einen einzelnen Spieler), oder bei kooperativen Spielen wie Hajo Bückens Bärenspiel (dort kooperieren in der Regel alle Spieler) sowie
- die Nullsummeneigenschaft, die außer bei kooperativen Spielen in der Regel gegeben ist. Sie umfasst den Sachverhalt, dass die Summe der (positiven) Gewinne von Spielern stets betragsmäßig mit der Summe der Verluste von Spielern übereinstimmt.

Ein weiteres Unterscheidungsmerkmal ist, ob die Spielregeln für die Spieler symmetrisch (wie Schere-Stein-Papier, ebenso Schach bei einer Auslosung des Anzugsrechts), symmetrisch bis auf das Recht des ersten Zuges oder noch weitergehend unsymmetrisch sind (wie Fuchs und Gänse und Scotland Yard).

### Klassifikation nach weiteren Kriterien
Weitere Eigenschaften von Spielen, die sich zu einer Klassifizierung eignen, sind:
- Erscheinungsjahr oder Epoche,
- Entstehungsort, der zumindest bei klassischen Spielen einen kulturellen Kontext beinhaltet,
- Anforderung an das Spiel, meist in Form eines empfohlenen Spielalters,
- Ausstattung und Spielmaterial (Brettspiel, Kartenspiel, Würfelspiel),
- Angabe über die ungefähre Spieldauer,
- prinzipielles Spielziel (zum Beispiel Wettrennen oder Kampf, bei dem der „Überlebende“ gewinnt).
- Grad und Art der Anforderung an die Spieler, oft abhängig vom Regelumfang.

Auf Basis solcher Kriterien unterscheidet Erwin Glonnegger Wettrennspiele, Spiral-Laufspiele, Glücksspiele, Buchstaben-Legespiele, Bilder-Legespiele, Domino-artige Legespiele, Wirtschaftsspiele, Krimispiele, Belagerungsspiele, Setzspiele sowie weitere acht Spielklassen, die jeweils durch ein aufgrund seiner hohen Verbreitung dominantes Spiel repräsentiert werden: Pachisi, Schach, Go, Mühle, Dame, Backgammon, Mancala und Halma.
H. J. R. Murray hatte bereits zuvor klassische Brettspiele in die Kategorien Anordnungsspiele wie Mühle, Kriegsspiele wie Alquerque, Jagdspiele wie Fuchs und Gänse, Wettrennen wie Backgammon und Mancala-Spiele unterteilt.

### Klassifikation des Deutschen Spielearchivs
Die Klassifikation des Deutschen Spielearchivs von Spielen unterscheidet zunächst Brett- und Tischspiele, Kartenspiele sowie Würfel- und Zufallsgeneratoren.

#### Brett- und Tischspiele

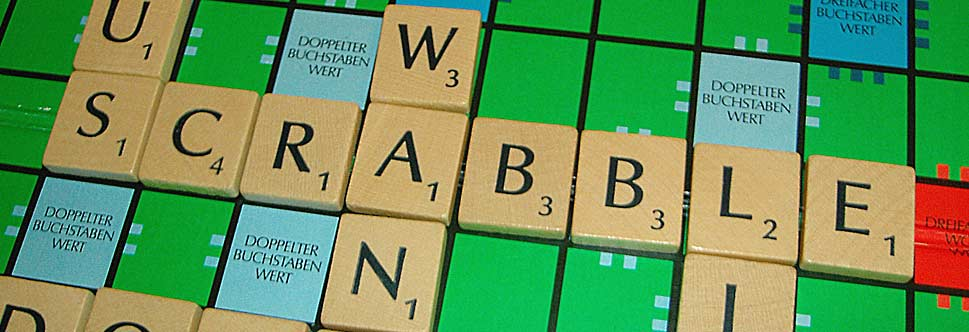
Das Legespiel Scrabble

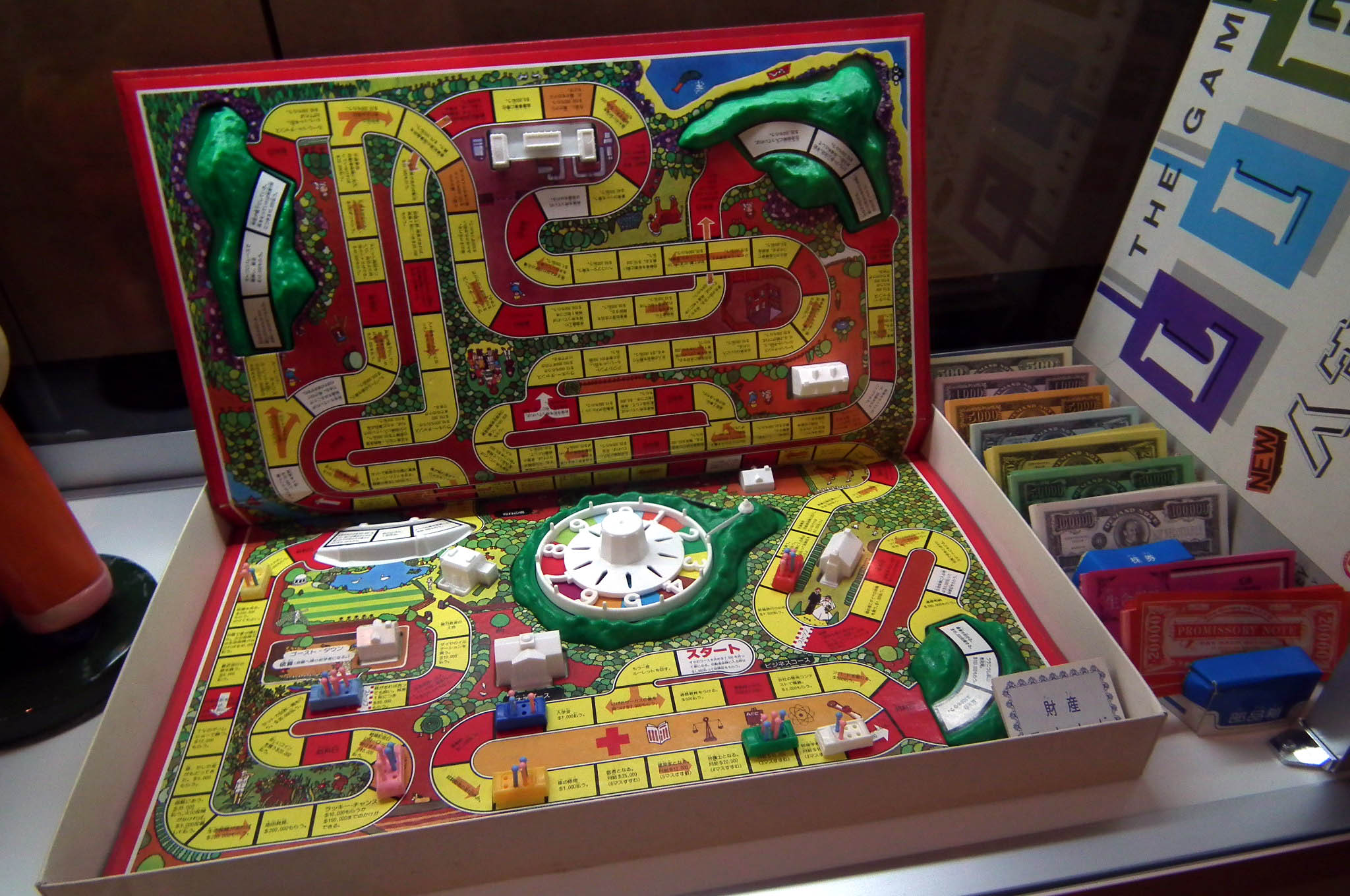
Spiel des Lebens

Die Brett- und Tischspiele werden in einem zweistufigen Klassifikationsschema untergliedert, das sieben Oberklassen umfasst:
1. Würfel- und Glücksspiele
mit reinen Würfelspielen wie Kniffel, Start-Ziel-Spielen wie Mensch ärgere Dich nicht, Such- und Fangspielen wie Fang den Hut und taktischen Würfelspielen wie Can’t Stop.

1. Legespiele
mit Zeichenlegespielen (Domino), Buchstabenlegespielen (Scrabble), Zahlenlegespielen (Rummikub), taktischen Legespielen (Café International), Lottospielen (Bingo wie abgeleitete Bilderlotto-Kinderspiele), Figurenlegespielen (Tangram) und Bilderlegespielen (Puzzlespielen).
2. Denkspiele
mit strategischen Denkspielen (Schach), taktisch-topologischen Denkspielen (Halma), Kombinations- und Dekodierungsspielen (Mastermind), Gedächtnisspielen (Memory) und Solitärspielen (Solitär).

1. Rollenspiele
mit „Gesellschaftsspielen“ (hier im engeren Sinn gemeint durch einen Bezug das Leben in all seinen Alltäglichkeiten wie beim Spiel des Lebens), Wirtschaftsspielen (Monopoly), Kriminal- und Agentenspielen (Scotland Yard), Abenteuerspielen (Alaska), Kriegs- und Konfliktsimulationsspielen (Risiko), Pen-&-Paper-Rollenspiele (Das Schwarze Auge), Tabletop-Spiele (Warhammer 40.000), Sport- und Rennspielen (Jockey), Verkehrsspielen (Stop & Go) und Reisespielen (Deutschlandreise).
2. Quiz- und Konversationsspiele
mit Rate- und Quizspielen (Barbarossa und die Rätselmeister) sowie mit Psycho- und Konversationsspielen (Sympathie).

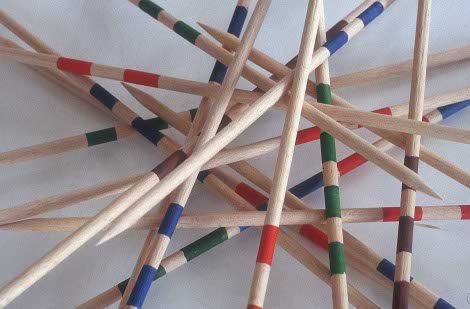
Das Geschicklichkeitsspiel Mikado

1. Geschicklichkeits- und Aktionsspiele
mit Geschicklichkeitsspielen (Mikado), Aktionsspielen (Avalanche), Reaktionsspielen (Spitz pass auf) und Sportspielen (Tipp-Kick).
2. Sonstige Spiele
mit Varia und Spielemagazinen.

#### Kartenspiele

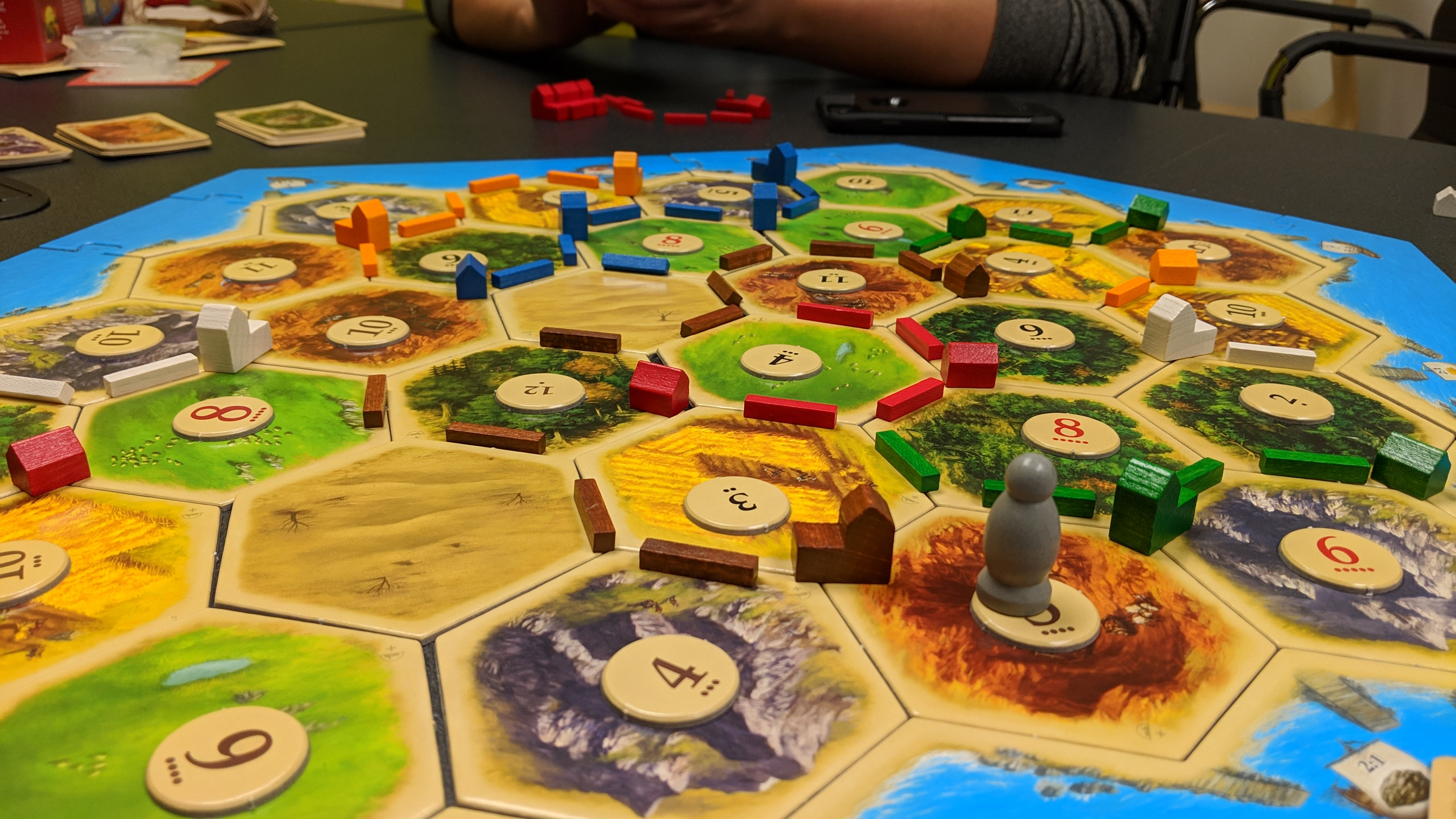
Siedler von Catan

Bei der Klassifizierung von Kartenspielen orientiert sich das Deutsche Spiele-Archiv unter anderem am Deutschen Spielkartenmuseum. Einerseits erfolgt eine Material-bezogene Kategorisierung von Spielkarten, die wie traditionelle Spielkarten universell für unterschiedliche Spiele verwendet werden können. Andererseits werden Kartenspiele, die ein ganz speziell dafür designtes Kartenset verwenden, analog zu den Brettspielen zweistufig klassifiziert, wobei es drei Oberkategorien gibt:
1. Abstrakte Spiele
 mit Kartenbesitzspielen (Bridge), Augenspielen (Skat), Ablegespielen (Rommé) und Kartenkombinationsspielen (Poker).
2. „Rollenspiele“ (in einer weiter gefassten Bedeutung als üblich, vgl. Rollenspiel) untergliedert nach Genren wie „Gesellschaftsspielen“ (d. h. mit Bezug auf das Leben in all seinen Alltäglichkeiten), Wirtschaftsspielen (Kuhhandel), Kriminal- und Agentenspielen (Sherlock Holmes), Abenteuerspielen, Kriegs- und Konfliktsimulationsspielen, Fantasy- und SF-Rollenspielen, Sport- und Rennspielen sowie Verkehrsspielen.
3. Kommunikationsspiele
 wie Frage- und Antwortspielen, Quizspielen, Wahrsagekarten (Tarot) und Kreativspielen (das  Auslegen von Karten dient als Grundlage für unterhaltsame Assoziationen der Spieler).

### Klassifikation von Spielen des Instituts für Ludologie
Das deutsche Institut für Ludologie der SHR Berlin veröffentlichte in einem Konzeptpapier eine eigene Klassifikation von Spielen, Puzzles und Spielwaren. Die Klassifikation wurde in Kooperation mit dem Spieleverlage e. V. und Verzeichnis lieferbarer Bücher (VLB) erarbeitet und soll den Spielwarenhandel und Buchhandlungen unterstützen und es dem Kunden erleichtern, das passende Produkt zu finden. Damit hat diese Klassifizierung hauptsächlich einen kommerziellen Hintergrund. Diese Klassifikation unterscheidet zwischen Spiel, Puzzle und Spielware und zählt damit Puzzles nicht zu Spielen.
Gemäß dieser Klassifikation können einem Spiel bis zu 5 Merkmale zugeordnet werden. Diese Merkmale sind:
- Kategorie: Einordnung anhand des haptischen Erscheinungsbilds
- Charakteristik: Einordnung gemäß Inhalt und Verwendung
- Typus: Drückt die Spielweise aus
- Zielgruppe: Einordnung nach Zielgruppe
- Spielgefühl: Keine Einordnung, sondern eine Beschreibung eines Spiels

Eine Charakteristik ist dabei mit einer Kategorie frei kombinierbar. 

Die folgenden Kategorien werden dabei angegeben:
- Brettspiel
- Würfelspiel
- Spielesammlung
- Kartenspiel
- Memo-Spiel
- Legespiel
- Geschicklichkeitsspiel
- Aktions- und Reaktionsspiel
- Partyspiele
- Krimi- & Detektivspiel
- Escape-Spiel
- Rollenspiel
- Outdoor-Spiel
- Glücksspiel
- Mitbring-, Reise- und Kompaktspiel
- Hybridspiel
- Spielzubehör
- Erweiterung

Die folgenden Charakteristika werden dabei angegeben:
- Strategiespiel
- Gedächtnisspiel
- Quiz-Spiel
- Rätselspiel
- Logikspiel
- Knobelspiel
- Wissensspiel
- Lernspiel
- Buchstaben-, Wort- & Sprachspiel
- Rechenspiel
- Hör- und Sprechspiel
- Wahrnehmungsspiel
- Therapeutisches Spiel
- Planspiel
- Bewegungsspiel
- Kreativitätsspiel
- Kommunikationsspiel
- Fantasy-Spiel
- Quartettspiel
- Klassische Spielkarten
- Sammelkarten
- Konstruktionsspiel
- Simulationsspiel
- Laufspiel
- Reaktionsspiel
- Legacy-Spiel
- Deckbauspiel
- Roll-and-Write-Spiel
- Social-Deduction-Spiel
- Pen & Paper Spiel
- Grundregeln
- Pen-and-Paper Rollenspiel (Abenteuer)
- Tabletop-Spiel
- Elektronisches Spiel
- Verhandlungsspiel

Die folgenden Typen werden dabei angegeben:
- Kooperativ
- Kompetitiv
- 1-Personen-Spiel
- 2-Personen-Spiel

Die folgenden Zielgruppen werden dabei angegeben:
- Baby & Kleinkind
- Vorschule
- Kinder
- Familie
- Freund & Erwachsene
- Kenner & Experten
- Business

Für Spielerinnen und Spieler entsteht auf Grundlage der enthaltenen Spielmechaniken und Spielmittel ein Spielgefühl. Das Spielgefühl ist dabei keine Einordnung, sondern eine Bewertung des Spiels anhand von Merkmalen mit der Bewertung von "0 = gar nicht enthalten" bis "3 = sehr dominant". Die folgenden Merkmale für das Spielgefühl können demnach bewertet werden:
- Zufall
- Wissen
- Planung
- Kreativität
- Kommunikation
- Geschicklichkeit
- Aktion

### Klassifikation von BoardGameGeek
Die im Jahr 2000 gegründete, weltweit umfassendste Online-Datenbank für Brettspiele BoardGameGeek unterscheidet acht Typen (types bzw. subdomains) sowie – keinesfalls als abschließend anzusehen – circa 50 Mechanismen und über 80 Kategorien.
Die drei Einteilungen sind nicht hierarchisch, sondern erfolgen parallel. Keine der drei Einteilungen ist disjunkt. Zum Beispiel wird das Brettspiel Risiko in die beiden Typen Familienspiel und Kriegsspiel sowie in die beiden Kategorien Kriegspiel und Gebietssicherung (Territory Building) einsortiert. Ferner werden dem Spiel Mechanismen wie Würfeln, Spieler rauswerfen, Zug auf Nachbarfelder und Gebietskontrolle durch mehrheitliches Übergewicht zugeordnet. Das Spiel Siedler von Catan wird in die beiden Typen Familienspiel und Strategiespiel sowie in die zwei Kategorien Wirtschaft und Verhandlung einsortiert. Außerdem werden dem Spiel diverse Mechanismen wie Würfeln, Hex-Spielbrett, Netzwerk-Aufbau und modulares Spielbrett zugeordnet.

#### Typen
Die acht Typen sind:
- Abstrakte Spiele:
Meist ohne Zufallseinfluss, dazu gehören alle klassischen Brettspiele wie Schach, Mühle, Halma und Backgammon, aber auch Autorenspiele wie Focus und TwixT.
- Familienspiele:
Relativ einfache Regeln mit begrenzter Spielzeit. Zufallseinflüsse ermöglichen, dass Kinder und Erwachsene weitgehend chancengleich spielen können und gleichsam unterhalten werden. Vermieden werden die Themen Krieg und Kampf und ein vorzeitiges Ausscheiden von Mitspielern. Das wohl populärste Beispiel ist Siedler von Catan.
- Themenspiele, inoffiziell Ameri-style:[46]
Das zugrunde liegende Thema, oft verbunden mit hoher Gewalt, steht im optischen Mittelpunkt der Spielgestaltung. Ein Beispiel ist Battlestar Galactica.
- Kinderspiele:
Spiele, die aufgrund der Einfachheit ihrer Spielregeln nur für Kinder interessant sind.
- Partyspiele:
Kurze und schnell ablaufende Spiele mit einfachen Regeln, geeignet auch für eine größere Anzahl von Spielern. Beispiele sind Tabu und Trivial Pursuit.

- Strategiespiele:[47]
Hauptkennzeichen ist ein komplexes Regelwerk mit verhältnismäßig hohem Abstraktionsgrad. Bei geringem Zufallseinfluss sind die Anforderungen an die Spieler hoch. Beispiele sind 1835, Imperial, Caylus und Puerto Rico.

- Kriegsspiele:
Diese Spiele orientieren sich thematisch an historischen sowie fiktiven kriegerischen Konflikten, einschließlich von Konfliktsimulationen (CoSims). Die Spielfiguren stehen oft für militärische Einheiten wie bei den „Klassikern“ dieses Typs Risiko, Diplomacy und  Stratego.

- Anpassbare Spiele (Customizable Games):
Spiele, die durch eine hohe Anzahl von Erweiterungen charakterisiert sind. Dazu gehören insbesondere Sammelkartenspiele wie Magic the Gathering oder Tabletop-Spiele wie Infinity.

#### Mechanismen
Die etwa 50 Mechanismen beziehen sich auf die Art und Weise, wie das Spiel fortschreitet. Abgedeckt sind insbesondere:
- Auf das Spielmaterial bezogene Eigenschaften wie die Verwendung von Würfeln, eines initialen Kartenstapels, eines Spielbretts in regelmäßiger (Schach), unregelmäßiger (Risiko) oder modularer (Siedler von Catan) Form und von Papier und Bleistift (Racetrack).
- Regeln zur Veränderung des Spielzustands wie beim Vorrücken eines Spielsteins gemäß Würfelergebnis, bei simultanen Entscheidungen, bei der unter Umständen mehrfachen Auswahl eines ziehenden oder anderweitig „agierenden“ Spielsteins, bei nur auf Nachbarfelder zulässigen Zügen (Risiko), beim Gebot in einer Auktion, beim Einsetzen von Spielsteinen (Mühle), beim Ziehen von Linien und beim Verbinden von Feldern (Dampfross).
- Auswertungsregeln für Zugentscheidungen wie sie zur Anwendung kommen beim Schlagen einer Figur (Schach, Stratego), bei einer Gebietsumschließung (Go), bei einer Gebietskontrolle durch mehrheitliches Übergewicht und bei einer Schere-Stein-Papier-artigen Auswertung (Diplomacy).

#### Kategorien
Die über 80 Kategorien orientieren sich vorwiegend am Spielthema, wobei allein etwa 20 verschiedene historische Epochen wie Mittelalter, Erster und Zweiter Weltkrieg vertreten sind. Noch vielfältiger sind die weiteren Themen wie Mafia, Sport, Eisenbahn, Raumfahrt, Science-Fiction, Religion, Seefahrt, Tiere und Rennen. Bei den abstrakten Spielen orientiert sich die Einteilung an dominierenden Spielelementen wie Würfel, Karten, Bluffen, Memory-Charakter, Puzzle, Zahlen und Wörtern.

## Spielezeitschriften und -kritiken
Dem Thema Gesellschaftsspiele widmen sich diverse Zeitschriften. Im deutschsprachigen Raum die höchste Auflage besitzt die 1981 begründete Zeitschrift Spielbox. Ferner erscheinen die 1985 begründete Spielerei und die 1987 begründete Fairplay. Von 1979 bis 2001 erschien die Zeitschrift Pöppel-Revue.
Die einen Teil des Inhalts von Spielzeitschriften ausmachenden Spielekritiken gab es zuvor nur in Tages- und Wochenzeitungen. Mit einem Artikel „Dem homo ludens eine Gasse“ begann Eugen Oker 1964 eine erste regelmäßige Kolumne über Spiele in der Zeit, deren Beiträge „eine besondere Bedeutung und Außenwirkung“ erzielten. Ab 1972 erschienen Okers Kritiken in der Frankfurter Rundschau, und Bernward Thole verfasste Spielrezensionen zunächst für Die Zeit, später auch für die Frankfurter Rundschau.

## Archive, Museen und Forschung

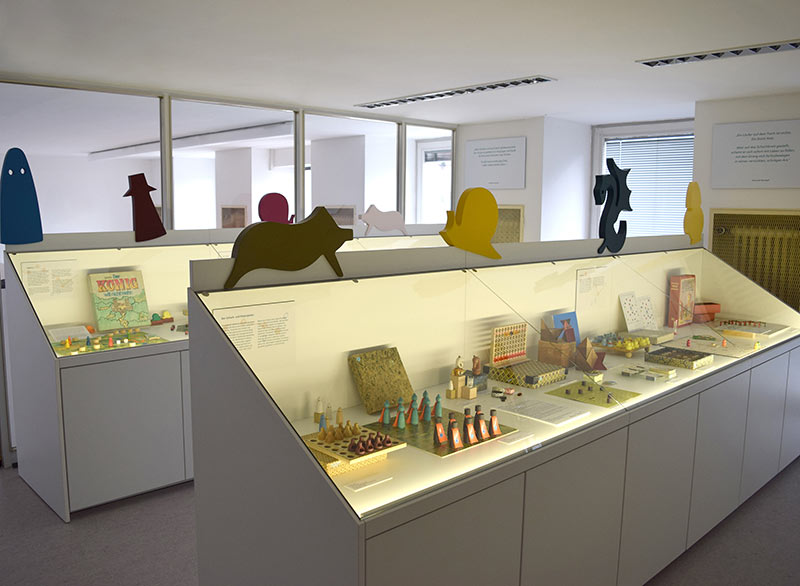
Alexander-Randolph-Schaudepot im Deutschen Spielearchiv

Der systematischen und wissenschaftlichen Auseinandersetzung mit den Thema Spiel und Spielen, Ludologie genannt, widmen sich diverse Institutionen. In den D-A-CH-Ländern sind dies insbesondere
- das Deutsche Spielearchiv in Nürnberg,[52] das aus einer Privatinitiative Bernward Tholes in Marburg hervorgegangen ist,
- das von Tom Werneck gegründete Bayerische Spiele-Archiv Haar,[53]
- das Residenzschloss Altenburg mit seiner Spielkartensammlung und der Sammlung de Cassan mit Brett- und Gesellschaftsspielen,[54]
- das Schweizer Spielmuseum bei Montreux,[55]
- das Institut für Spielforschung und Playing Arts[56] an der Universität Mozarteum Salzburg sowie
- das Institut für Ludologie[57] an der SRH Berlin University of Applied Sciences.

In diesem wissenschaftlichen Kontext zu nennen ist auch die Open-Access-Fachzeitschrift Board Games Studies Journal.

## Erfolgreiche Spieleautoren
Siehe: Spieleautoren

## Varia
- In Berlin gibt es einen Verein mit dem Namen Gesellschaftsspiele, der unter anderem politische Veranstaltungen zu Sport-Themen organisiert.[59]